# Альпсой, Харун
Харун Альпсой (нем. Harun Alpsoy; родился 3 марта 1997, Менцикен, Швейцария) — швейцарский футболист, играющий на позиции полузащитника. Ныне выступает за швейцарский клуб «Шаффхаузен».

## Клубная карьера
В 2015 году подписал свой первый профессиональный контракт с «Грассхоппером» до 30 июня 2018 года. Перед сезоном 2015-2016 стал наигрываться в основной состав. 23 августа 2015 года дебютировал в швейцарской Суперлиге в поединке против «Санкт-Галлена», который завершился вничью 1:1. Ян вышел на замену во втором тайме на 79-й минуте вместо Шани Тарашая и спустя две минуты получил жёлтую карточку.. Всего за сезон провёл 13 игр.

## Карьера в сборной
С 17 лет активно призывается в юношеские сборные Швейцарии. Принимал участие в элитном отборочном раунде к чемпионату Европы среди юношей до 19 лет, однако сборная Швейцарии выступила неудачно и не попала на турнир.